# Polyommatus subobsoleta
Polyommatus subobsoleta är en fjärilsart som beskrevs av Tutt 1910. Polyommatus subobsoleta ingår i släktet Polyommatus och familjen juvelvingar. Inga underarter finns listade i Catalogue of Life.